# Municipio San Jerónimo de Guayabal
El Municipio San Jerónimo de Guayabal es uno de los 15 municipios que forman parte del Estado Guárico, Venezuela. Tiene una superficie de 4357 km², se estima que su población para 2010 alcance los 25 888 habitantes. Su capital es la población de Guayabal. Está dividido en dos parroquias, Cazorla y Guayabal.

## Historia
El Municipio San Jerónimo de Guayabal es el de más reciente creación del Estado Guárico, ya que sólo obtuvo autonomía el 16 de septiembre de 1993 cuando se separa del Municipio Camaguán.

## Parroquias
1. Parroquia Guayabal Conocida como la Tierra de la Miel y la Esperanza, la localidad de San Jerónimo de Guayabal, capital del Municipio se fundó el julio de 1795 por el Fraile Tomás Bernardo de Castro. Actualmente cuenta aproximadamente con 21 150 habitantes

1. Parroquia Cazorla, esta parroquia al igual tiene potencial agropecuario y diversidad cultural, y cuenta actualmente con 13 310 habitantes. En esta parroquia existe el Caserío Mangas Coveras, lugar donde ocurrió el suceso de Yaxury Solórzano, quien se trasladaba con su padre en una motocicleta, cuando recibió un disparo en la cabeza. Fue sanada en Apure por un milagro de José Gregorio Hernández.

## Política y Gobierno

### Alcaldes
| Período     | Alcalde             | Partido Político | % de votos | Notas |
| ----------- | ------------------- | ---------------- | ---------- | --- |
| 1995 - 1997 | Víctor Rebolledo    | AD               | -          | Primer alcalde bajo elecciones directas                                                                                         |
| 1997 - 2000 | Vidal Seijas        | AD               | -          | Alcalde Encargado (se realizaron elecciones generales adelantadas en el 2000 debido a la aprobación de la Constitución de 1999) |
| 2000 - 2004 | Vidal Seijas        | AD               | 43,92      | Segundo alcalde bajo elecciones directas                                                                                        |
| 2004 - 2008 | José Gregorio Pérez | R.C              | 42,65      | Tercer alcalde bajo elecciones directas                                                                                         |
| 2008 - 2013 | José Morales        | PSUV             | 43,97      | Cuarto alcalde bajo elecciones directas (se postergan las elecciones municipales pautadas para finales del 2012)                |
| 2013 - 2017 | José Gregorio Pérez | JOVEN            | 44,36      | Quinto alcalde bajo elecciones directas                                                                                         |
| 2017 - 2021 | José Gregorio Pérez | PSUV             | 68,46      | Reelecto |
| 2021 - 2025 | Lisbeth García      | PSUV             | 45,53      | Sexto alcalde bajo elecciones directas                                                                                          |

### Concejo municipal
Período 1995 - 2000
| Concejales:         | Partido político / Alianza |
| ------------------- | -------------------------- |
| Raul Mirabal        | AD                         |
| Vidal Seijas        | AD                         |
| Placido Rodríguez   | AD                         |
| Yuny Bautista Rojas | MAS                        |
| Adelexis Escalona   | COPEI                      |

Período 2000 - 2005
| Concejales:            | Partido político / Alianza |
| ---------------------- | -------------------------- |
| Fidel Barragan         | AD                         |
| Jose Francisco Morales | AD                         |
| Willlian Teran         | MVR                        |
| Jose Gregorio Perez    | MVR                        |
| Rafael Piñate          | MAS                        |

Período 2005 - 2013
| Concejales:            | Partido político / Alianza |
| ---------------------- | -------------------------- |
| Willian Teran          | R.C                        |
| Ramon Morales          | R.C                        |
| Aida de Bautista       | R.C                        |
| Rafael Castro          | R.C                        |
| Víctor Manuel Sulvaran | R.C                        |
| Dominga Infante        | R.C                        |
| Valentin Daniel        | MVR                        |

Período 2013 - 2018:
| Concejales:              | Partido político / Alianza |
| ------------------------ | -------------------------- |
| Eglis Reyes              | PSUV                       |
| Moises Manaure           | PSUV                       |
| Leilis Arreaza           | PSUV                       |
| Norvis Rivas             | PSUV                       |
| Víctor Manuel Sulvaran † | JOVEN                      |
| Eduardo España           | JOVEN                      |
| Luis Mejias              | JOVEN                      |

Período 2018 - 2021
| Concejales:        | Partido político / Alianza |
| ------------------ | -------------------------- |
| Francisco Guzmán   | PSUV                       |
| Carlos Tablante    | PSUV                       |
| Norvis Rivas       | PSUV                       |
| Ingris Barcenas    | PSUV                       |
| Lexandro Rodríguez | PSUV                       |
| Eglis Reyes        | PSUV                       |
| Patricia Pérez     | PSUV                       |

Periodo 2021 - 2025
| Concejales:          | Partido político / Alianza |
| -------------------- | -------------------------- |
| Luis Mosquera        | PSUV                       |
| Norbis Rivas         | PSUV                       |
| Ingris Barcenas      | PSUV                       |
| Fautino Pacheco      | PSUV                       |
| Jhoamkareanny Nieves | PSUV                       |
| Luis Mejias          | PCV                        |
| Fidel Solorzano      | MUD                        |

## Personas destacadas
- Yaxury Solórzano Ortega